# Suzana Varvarica
Suzana Varvarica też jako: Suzana Varvarica Kuka (ur. 19 lipca 1955 w Tiranie) – albańska rzeźbiarka i kostiumografka.

## Życiorys
Ukończyła liceum artystyczne Jordan Misja w Tiranie, gdzie uczyła się pod kierunkiem Janaqa Paço. W latach 1974-1979 studiowała rzeźbę monumentalną w Akademii Sztuk w Tiranie. Po ukończeniu studiów rozpoczęła pracę w Studiu Filmowym Nowa Albania jako kostiumografka. Wykonywała także projekty scenograficzne do filmów animowanych. Od 1995 pracuje w Narodowej Galerii Sztuki w Tiranie, gdzie przygotowywała wystawy sztuki albańskiej i współtworzyła magazyn kulturalny PamorArt. Napisała kilkanaście książek poświęconych albańskim malarzom i rzeźbiarzom XX wieku (Kristina Koljaka, Kristaq Rama, Andrea Mano, Vangjush Mio i in.). Była także autorką podręczników historii sztuki dla gimnazjów.

## Twórczość
Suzana Varvarica jest autorką rzeźby Pranvera (Wiosna), który znajduje się w parku miejskim w Lushnji, a także popiersia Ismaila Qemala, znajdującego się w Pałacu Prezydenckim w Tiranie.